# アンジェラス
アンジェラス（Stolz Freres S.A., Fabrique Angelus ）は、スイスの時計メーカー。

## 概要
1891年、グスタフ・シュトルツ（Gustav Stolz ）とアルバート・シュトルツ（Albert Stolz ）兄弟によりスイス・ヌーシャテル州のル・ロックルで創業した。自社でクロノグラフのムーブメントを製作できる技術を持ったマニュファクチュールであったが、クォーツショックのあおりを受けて1970年代に廃業した。
8日巻きのムーブメントは1956年にオフィチーネ・パネライのラジオミールに採用されている。
2015年に復活を果たし、バーゼル・フェアにトゥールビヨン搭載の腕時計を発表した。現在の本社はラ・ショー＝ド＝フォンにある。
2015年、シチズンに買収された。